# Théodora Pétraliphaina
Théodora Pétraliphaina (grec ancien : Θεοδώρα Πετραλίφαινα), canonisée comme Sainte Théodora d'Arta (grec ancien : Αγία Θεοδώρα της Άρτας), née vers 1215 et morte après 1270, était souveraine consort du despotat d'Épire et une sainte de la religion orthodoxe.

## Biographie
Sa vie est connue majoritairement grâce à une brève hagiographie rédigée par le moine Job, identifié avec Job Iasites, un conseiller du patriarche Joseph ayant vécu à la fin du XIIIe siècle. Néanmoins, en raison des nombreuses erreurs chronologiques et généalogiques présentes dans l'œuvre, cette identification demeure incertaine,. 
Theodora était la fille du sébastokrator Jean Pétraliphas, gouverneur de Thessalie et de Macédoine. Née à Sérvia entre 1210 et 1216, elle épousa Michel II Doukas peu après son accession au trône en 1231, alors qu'elle était encore enfant,. Bien qu'enceinte de Nicéphore, le fils de Michel II, elle fut rapidement bannie de la cour par son époux qui préférait vivre avec sa maîtresse. Vivant dans la pauvreté, elle endura ces difficultés sans se plaindre, abritée par un prêtre du village de Prinista. Son exil dura cinq ans après quoi Michel, repentant, la fit revenir et reprit la vie commune,.
En tant que souveraine consort d'Épire, Théodora aurait favorisé le rapprochement avec l'Empire de Nicée, son grand rival dans la succession de l'héritage de l'Empire byzantin. Son contemporain l'historien Georges Acropolite mentionne qu'elle accompagnait son fils Nicéphore lors de ses fiançailles puis de son mariage avec Marie, la fille de Théodore II Lascaris, empereur de Nicée. Ce rapprochement éphémère permit d'établir un accord en règlement des différends ecclésiastiques séparant les deux rivaux et aboutit à l'octroi du titre de despote à Michel II,.
Théodora fonda le couvent Saint Georges à Arta, capitale d'Épire, où elle se retira après le décès de Michel et où elle fut enterrée après sa mort. Plus tard, cet établissement fut connu comme église de Ste Théodora et sa tombe devint l'objet d'un pèlerinage où de nombreux miracles eurent lieu. Elle est célébrée par l'église orthodoxe le 11 mars,.

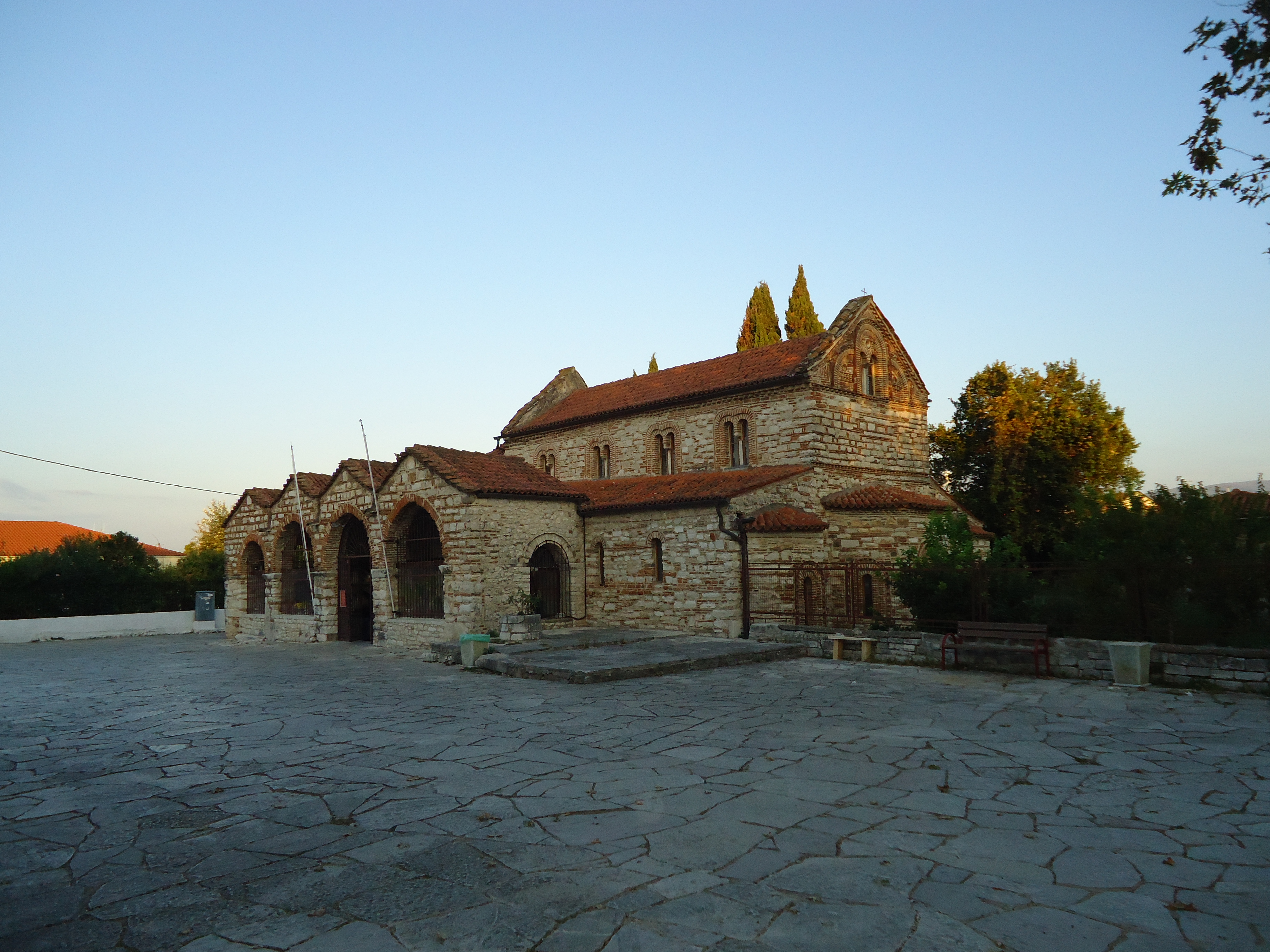
Église byzantine de Ste Théodora, Arta (Grèce)

## Descendance
De son union avec Michel II, naquirent six enfants parmi lesquels  :
- Nicéphore Ier Doukas, qui succéda à son père comme souverain d'Épire
- John Doukas (son of Michael II) (en)
- Demetrios Doukas Komnenos Koutroules (en)
- Hélène Ange Doukas, qui épousa Manfred Ier de Sicile
- Anna Komnene Doukaina, épouse de Guillaume II de Villehardouin

## Sources
- (en) Alexander Kazhdan, ed., Oxford Dictionary of Byzantium, Oxford University Press, 1991, 2232 p. (ISBN 978-0-19-504652-6)
- (en) Talbot, Alice-Mary, « A saintly empress: Saint Theodora of Arta », dans Ten saints' lives in English translation, 1996 (ISBN 0-88402-241-2, lire en ligne), p. 323-333
- Notices d'autorité :   - VIAF